# Nicolae Hönigsberg
Nicolae Hönigsberg (* 1900; † unbekannt) war ein rumänischer Fußballspieler. Er nahm an den Olympischen Spielen 1924 teil.

## Karriere
Hönigsberg spielte für CAO Oradea in der Regionalmeisterschaft von Oradea. Im Jahr 1924 wurde er rumänischer Vizemeister, ein Jahr später erreichte der Verein erneut die nationale Endrunde.

## Nationalmannschaft
Hönigsberg bestritt sechs Spiele für die rumänische Fußballnationalmannschaft, erzielte aber kein Tor. Während der Olympischen Spiele 1924 in Paris kam er im Spiel gegen die Niederlande zum Einsatz.

## Erfolge
- Teilnehmer an Olympischen Spielen: 1924
- Rumänischer Vizemeister: 1924